# الخدمات الصحية المدرسية

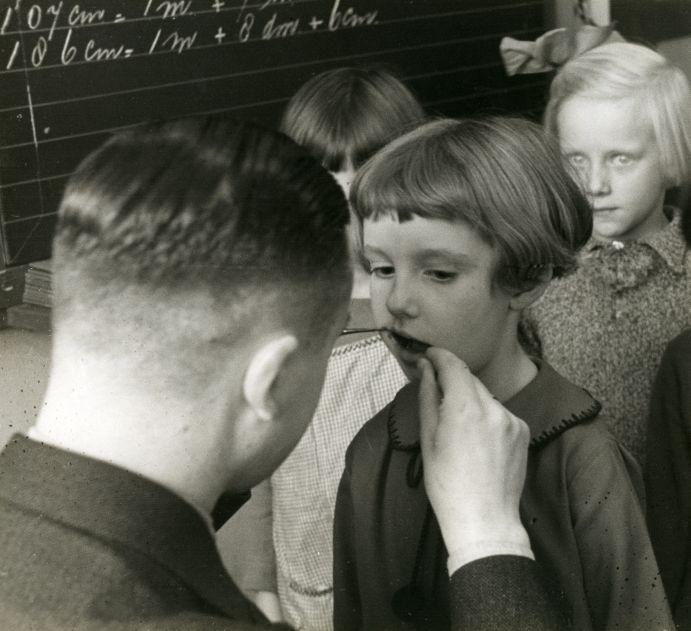
School طبيب الأسنان examining children's teeth. هولندا, 1935.

الخدمات المدرسية للصحة و التغذية هي مجموعة من الخدمات التي تقدم من خلال النظام المدرسي للتحسين من صحة الأطفال و في بعض الحالات الأسر بأكملها أو المجتمع ككل. تم تحسين هذه الخدمات بطرق مختلفة في أنحاء العالم و لكن هناك بعض الأساسيات الثاتبة: كالكشف المبكر، التصحيح، الوقاية من الامراض أو تحسينها، وما يعانيه الأطفال في سن المدرسة من إعاقة أو إساءة.

## أدواتاليونيسكو
قامت منظمة اليونيسكو بنشر مجموعة من الأدوات بهدف دعم اتفاقية اليونيسكو الإطار الجديد، وذلك بغية توجيه أولئك الذين يرغبون بالبدء في تقديم الخدمات الصحية المدرسية في العالم. وقد تم تصميم هذه الأدوات في المقام الأول ليتم تطبيقها في البلدان النامية، كما يمكن استخدامها بشكل عالمي. هذا وتشدد هذه الأدوات بشكل أساسي على كل من:
- فيروس نقص المناعة البشرية / الإيدز
- الغذاء والتغذية
- لديدان الطفيلية والنظافة
- الملاريا
- العنف
- المخدرات والتبغ إضافة إلى الكحول

## الولايات المتحدة
تعد الخدمات الصحية المدرسية متطورة بشكل جيد في الولايات المتحدة، فدليل العمل المركزي يتم توفيره من قبل برنامج جعل الصحة أكاديمية إضافة إلى أن كل ولاية تتبنى أساليب عملها الخاصة بها من خلال مجلس الإدارة في كل مدرسة.

### جعل الصحة أكاديمية
وهو مشروع مدته خمس سنوات ممول من قبل قسم الشرطة التابع ل مركز السيطرة على الأمراض والوقاية منها (للمراهقين والصحة المدرسية)(DASH)، وقد تم تصميمه ليجعل جميع المدارس قادرة على أن تكون جزءا من برنامج الصحة المدرسية المشترك. بني المشروع على حقيقة أن هناك ستة تصرفات قابلة للمنع يتم تلقيها بشكل أساسي في فترتي الطفولة والشباب، تتسبب بحدوث أكثر الأمراض خطرا إضافة إلى الوفيات المبكرة في الولايات المتحدة، وتتمثل في: 

### أمثلة عن الخدمات الحالية
- ماساتشوستس: هنا مثال عن ولاية بحرية  حيث يبدأ بيان المهمة النموذجية بالقول "إن الخدمات الصحية المدرسية ترعى النمو والتطور علاوة على الإنجاز التعليمي لطلاب ولاية وذلك من خلال تعزيز صحتهم وبقائهم بأفضل حال..."
- نيو مكسيكو: أما المثال هنا فهو من ولاية جنوبية  حيث يستخدم نموذج يوكا المثير للاهتمام في تنسيق الصحة المدرسية، وذلك بغية المساعدة على تصور العلاقة المشتركة بين الخدمات.

## المملكة المتحدة
تقع مسؤولية صحة الأطفال والشباب في المملكة المتحدة بشكل أساسي على نظام التأمين الصحي، فهي تقوم على سبيل المثال بتقديم عروض عن صحة الأطفال  وإسداء النصائح للوالدين حول الوزن الزائد عند الأطفال.  لذا فإن الخدمات المقدمة في المدرسة محدودة بشكل أكبر عنها في الولايات المتحدة.

### أمثلة عن الخدمات الحالية
- انكلترا– وارينغتون
- إيرلندا الشمالية
- سكوتلندا